# Neogymnocrinus richeri
Genre
Espèce
Synonymes
- Gymnocrinus richeri Bourseau, Ameziane-Cominardi & Roux, 1987

Neogymnocrinus richeri est une espèce de crinoïde de la famille des Sclerocrinidae, la seule du genre Neogymnocrinus.

## Description et caractéristiques
Ce sont des crinoïdes pourvus d'une courte tige subcilyndrique constituée du prolongement de la coupe aborale, suivi d'un columnal distal conique pourvu d'un disque d'attachement basal. Les éléments radiaux sont complètement fusionnés, avec des faces articulaires distales de dimensions similaires, même si 3 des 5 rayons sont plus allongés et plus robustes que les deux restants. L'ensemble a une allure de poing, ouvert comme fermé. Les bras se replient en s'enroulant vers l'intérieur. 
Cette espèce est l'unique représentant actuel connu de la famille des Sclerocrinidae, apparue au Jurassique.

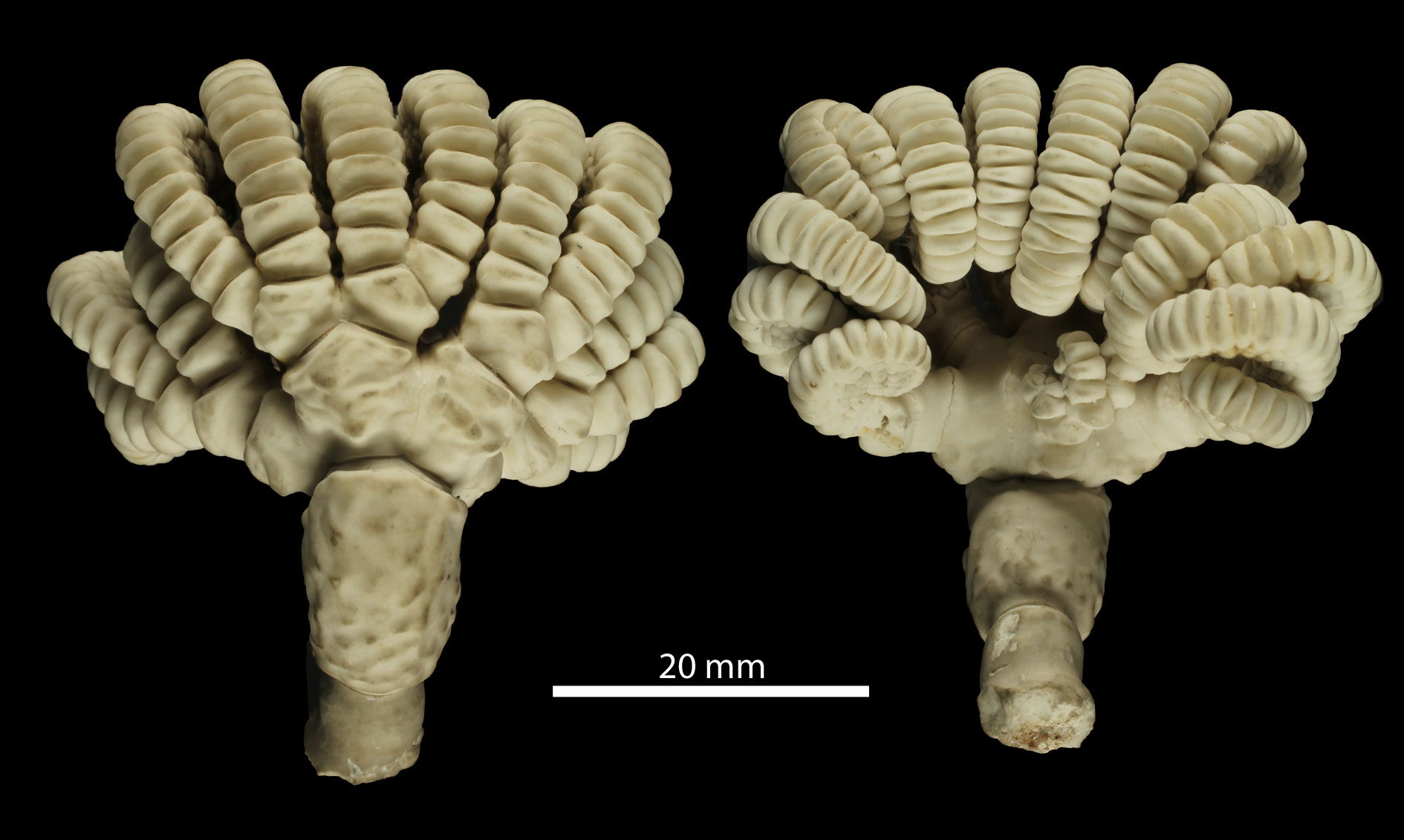
Spécimen refermé.

## Habitat et répartition
On trouve cette espèce à grande profondeur dans l'océan Pacifique ouest, notamment au large de la Nouvelle-Calédonie. 

## Nourriture et mode de vie
Sur sa face orale, les pinnules sont, comme les branches des étoiles de mer, frangées de minuscules tubes, les pieds ambulacraires. Ils sécrètent une sorte de glu où se collent des larves de crustacés et des débris d'organismes. Les particules glissent ensuite comme sur des rails, le long de gouttières bordées de cils qui parcourent les bras jusqu'à la bouche ouverte au centre du calice.

## Étymologie
Cette espèce est nommée en l'honneur de Bertrand Richer de Forges.

## Publications originales
- Bourseau, Ameziane-Cominardi & Roux 1987 : Un crinoïde pédonculé nouveau (Échinodermes), representant actuel de la famille jurassique des Hemicrinidae: Gymnocrinus richeri nov. sp. des fonds bathyaux de Nouvelle-Calédonie (S.W. Pacifique). Comptes Rendus de l’Académie des Sciences, Série III Sciences de la Vie, vol. 305, no 16, p. 595-599.
- Hess, 2006 : Crinoids (Echinodermata) from the Lower Jurassic (Upper Pliensbachian) of Arzo, southern Switzerland. Schweizerische Palaeontologische Abhandlungen, vol. 126, p. 1-141.